# Concorde Csoport
A Concorde Értékpapír Zrt. Magyarország vezető független, befektetési szolgáltatási tevékenységet végző társasága, amely ügyfeleinek értékpapír-kereskedelemmel, elemzéssel, vállalati pénzügyi tanácsadással és tőkepiaci tranzakciók szervezésével, vagyonkezeléssel és befektetési tanácsadással kapcsolatos integrált pénzügyi szolgáltatásokat nyújt. A cég operatív irányításáért a vezérigazgató felelős, a tulajdonos vezetők, akik részvényeiken és opciókon keresztül a társaság harmadát ellenőrzik, a stratégiai irányításért felelősek. A Concorde Értékpapír Zrt. a Budapesti, Frankfurti, Varsói és a Bukaresti Értéktőzsde, valamint a Befektetési Szolgáltatók Szövetségének tagja.
A Concorde a pénzügyi szolgáltatások pontosan behatárolt területén végzi tevékenységét, így stratégiáját ezen piacok növekedése és fejlődése, illetve ügyfelei igényeinek változása határozza meg. A Concorde célja, hogy integrált szolgáltatóként az egymással harmonizáló és egymást erősítő üzletágakat és tevékenységeket szervesen fejlessze egységbe, nem célja viszont, hogy tőlük távol eső, és emiatt a filozófiájába nem illeszkedő gazdasági tevékenységekben vegyen részt, függetlenül vélt eredményességüktől.
A Concorde (a Társaság vezetőin kívüli) tulajdonosai magyarországi pénzügyi befektetők, akik nem vesznek részt a társaság működtetésében, így a cégnek nincs multinacionális vagy hazai pénzügyi szolgáltatói háttere. Ennek az adottságnak számos hátránya van, de ebből származik az előny is: mi valóban magunkra vagyunk utalva, és ügyfeleink, illetve más piaci szereplők semmi másért, mint szolgáltatásaink minőségéért és megbízhatóságáért kötnek velünk üzletet.

## Concorde Csoport további tagjai
A Concorde stratégiáját integrált befektetési szolgáltatóként a pénzügyi szolgáltatások piacának növekedése és fejlődése, illetve ügyfelei igényeinek változása határozza meg. Ezen igények hívták életre az Accorde Befektetési Alapkezelő elindítását, mely a Concorde Csoport tagjaként jelentősen támaszkodik több mint 20 éves elemzői és tőkepiaci tapasztalatunkra.
A Concorde egyes corporate finance szolgáltatásait kínáló Concorde Vállalati Pénzügyek 2015-ben egyesült az MB Partners csapatával, létrehozva ezzel Magyarország legnagyobb független tranzakciós csapatát, mely a vállalatértékesítés, vállalatfelvásárlás és a vállalati pénzügyi tanácsadás terén a hazai tőkepiac vezető szereplője.

## Története
A Concorde Értékpapír Zrt.-t 1993-ban alapította Borda Gábor, Jaksity György és Streitmann Norbert és további magyar pénzügyi befektetők. A Concorde azóta hazánk pénz- és tőkepiacának egyik meghatározó cége, időközben leányvállalatokkal bővült és mindvégig maximális minőségű szolgáltatásokkal áll ügyfelei rendelkezésére.
A Concorde Értékpapír Zrt. saját tőkéje 1997-ben lépte át az egymilliárd forintot. 1994-ben alakult hazánk első befektetési alapkezelője, a Concorde Alapkezelő Zrt., majd 2000-ben a tranzakciós tevékenységgel és vállalati pénzügyi tanácsadással foglalkozó Concorde Vállalati Pénzügyek Kft.
A cég munkatársainak száma 2001-ben haladta meg először a száz főt, és ugyanebben az évben kezdődött a külföldi értékpapír kereskedés is. 2004-ben a Concorde által bonyolított értékpapír-forgalom átlépte az 1000 milliárd forintot. 2006-ban a cég konszolidált saját tőkéje átlépte az 5 milliárd forintot, kétségkívül a legnagyobb hazai független befektetési szolgáltatásokat nyújtó vállalattá lépve ezzel elő.
A Concorde munkatársait, illetve a céget az alapítás óta több mint 50 szakmai díjjal jutalmazták. 2007-ben Jaksity György elnyerte az „Ernst & Young Az év üzletembere” díját. 2009 szeptemberétől az alapító tulajdonosok az igazgatóság tagjaiként a stratégiai irányításra fektetik idejük nagy részét – a cég operatív vezetéséért Régely Károly vezérigazgató felel.
A Concorde a Budapesti Értéktőzsdén (BÉT) évek óta a legnagyobb forgalmat bonyolító cégek között található. 2013-ban, 2014-ben és 2015-ben is a Concorde bonyolította a legnagyobb forgalmat a BÉT azonnali piacán, tavaly 22,1%-os piaci részesedéssel. A Concorde emellett a Deutsche Börse, a Warsaw Stock Exchange és a Bucharest Stock Exchange tagjaként a világ szinte összes pénz- és tőkepiacait elérhetővé teszi az ügyfeleinek.

## Díjak és elismerések[1]
Teljesítményünket számos hazai és nemzetközi elismerés nyugtázta. Arra azonban, hogy jó úton járunk, számunkra az igazi bizonyosság az, ha saját munkájukban sikeres ügyfeleink maradéktalanul elégedettek velünk. Munkatársaink egyéni díjai is alapvetően csapatmunka eredményei, éppen ezért érezzük kicsit magunkénak ezeket az elismeréseket is.
2017
Superbrands Elismerés
2016
Az év befektetési szolgáltatója – Budapesti Értéktőzsde
Az Év Legnagyobb Forgalmú Részvénykereskedő Cége – Budapesti Értéktőzsde
Az Év Üzletágfejlesztője: Concorde Private Banking – Blochamps
Magyar Brands Elismerés
2015
A legjobb magyar befektetési szolgáltató – Euromoney
Az Év Elemző Műhelye – Budapesti Értéktőzsde
Az Év Legnagyobb Forgalmú Tőzsdei Kereskedő Cége – Budapesti Értéktőzsde
Az Év Üzletkötője a Részvénypiacon: Simon István – Budapesti Értéktőzsde
Magyar Brands Elismerés
2014
Budapesti Értéktőzsde – Az év brókere – Simon István
Magyar Brands Elismerés
2013
A legnagyobb forgalmat bonyolító befektetési szolgáltató – Budapesti Értéktőzsde
2012
Az év befektetési szolgáltatója – Budapesti Értéktőzsde
2011
Legpontosabb vállalati eredmény-előrejelzést adó elemzőház – AQ Research
Legpontosabb vállalati eredmény-előrejelző (MOL- OMV- Richter) – Vágó Attila
Magyar Brands Elismerés – Concorde
2010
Magyar Brands Elismerés – Concorde
2009
Napi Gazdaság – “A Legjobb Makroközgazdász” – Samu János
AQ Research – “Az Év Elemzője” – Gyurcsik Attila
2007
Ernst &Young – “Az Év Üzletembere” – Jaksity György
2006
Napi Gazdaság – ” A Legjobb Makroközgazdász” – Samu János
Euromoney – “Best Equities House Hungary”
2005
Napi Gazdaság – “A Legjobb Makroközgazdász” – Samu János
Budapesti Értéktőzsde – Tőzsdei Legek – Vágó Attila
Budapesti Értéktőzsde – Tőzsdei Legek – Tabányi Mónika
Budapesti Értéktőzsde – “Az Év Elemző Műhelye”
Budapesti Értéktőzsde – “A Legjobb Tőzsdei Brókercég”
Budapesti Értéktőzsde – “A Legjobb Befektetési Szolgáltató”
2004
Euromoney – “A Legjobb Magyar Partner”
Budapest Business Journal – “Az év brókercége”
2003
Budapest Business Journal – “Az év brókercége”
2002
Budapesti Értéktőzsde – “A Legjobb Tőzsdei Brókercég”
Budapesti Értéktőzsde – “A Legjobb Befektetési Szolgáltató”
2001
Budapesti Értéktőzsde “A Legjobb Tőzsdei Elemző” – Vágó Attila
Budapesti Értéktőzsde – “A Legnagyobb Származékos Forgalmat Bonyolító Kereskedőcég”
Budapesti Értéktőzsde – “A Legjobb Tőzsdei Brókercég”
Budapesti Értéktőzsde – “A Legjobb Internetes Oldal”
Bank & Tőzsde – “Az Év Értékpapír-Forgalmazója”
2000
Euromoney – “A Legjobb Magyar Értékpapírcég”
Budapesti Értéktőzsde – “Az Év Állampapír Üzletkötője” – Vidovszky Áron
Budapesti Értéktőzsde – “A Legjobb Tőzsdei Elemző” – Schenk Tamás
Budapesti Értéktőzsde – “A Legjobb Tőzsdei Brókercég”
Anno Tőzsdeklub – “A Legügyfélbarátabb Brókerház”
1999
Euromoney – “A Legjobb Magyar Értékpapírcég”
Budapesti Értéktőzsde – “A Legjobb Tőzsdei Elemző” – Szalai Tamás
Budapesti Értéktőzsde – “A Legjobb Tőzsdei Brókercég”
1998
Euromoney – “A Legjobb Magyar Értékpapírcég”
Budapesti Értéktőzsde – “Az Év Állampapír Üzletkötője” – Vidovszky Áron
Budapesti Értéktőzsde – “A Legjobb Tőzsdei Brókercég”
1997
Euromoney – “A Legjobb Magyar Értékpapírcég”
Emerging Markets Investor – “A Legjobb Hazai Értékpapír-Kereskedő”
Budapesti Értéktőzsde – “Az Év Állampapír Üzletkötője” – Vidovszky Áron
1996
Euromoney – “A Legjobb Magyar Értékpapírcég”
1993
Budapesti Értéktőzsde – “Az Év Brókere” – Borda Gábor

## Társadalmi szerepvállalás
A Concorde a környezete és a társadalom iránt felelős vállalatként fontosnak tartja az integrált társadalmi szemlélet kialakulását elősegítő kezdeményezések aktív támogatását. Célunk, hogy Magyarország lakossága egyre inkább nyitott legyen, és befogadja a segítséggel élőket, támogassa a rászorulókat és a társadalom megteremtse a teljes értékű élet feltételeit minden tagja számára.
A Concorde által támogatott és felkarolt projektek három fő területre fókuszálnak:
- szociális és társadalmi ügyekre
- kulturális kezdeményezésekre
- közgazdaságtudományi és pénzügyi képzésekre

Elsősorban olyan alapítványok, szervezetek, művészek, oktatási intézmények illetve hallgatóik munkáját igyekszünk segíteni, amelyek, illetve akik önerejükből már bizonyították, hogy életképesek, de lehetőségeikből kihozták a maximumot és külső segítség hiányában már nem tudják pozitív kezdeményezéseiket, valamint képességeiket továbbfejleszteni.
Az egyes projektek finanszírozásán túl alapítványok működésének megszervezésében és munkájának segítésében is több mint 15 éve aktívan közreműködünk.